# Johanna Just
Johanna Bertha Just (* 10. Juni 1861 in Dresden; † 17. März 1929 in Potsdam) war Gründerin und Direktorin der Staatlichen Handels- und Gewerbeschule für Mädchen in Potsdam.

## Leben und Wirken
Johanna Just besuchte von 1867 bis 1880 die Höhere Mädchenschule und das Lyzeum in Dresden und absolvierte anschließend bis 1887 eine Ausbildung in verschiedenen hauswirtschaftlichen Einrichtungen in Dresden und Berlin. 1889 gründete sie, gemeinsam mit ihrer Mutter Laura und ihrer Schwester Margareta, in Hirschgarten bei Köpenick eine Haushaltungsschule für Mädchen mit angeschlossenem Pensionat. In halb- oder ganzjährigen Unterrichtskursen wurden „Töchter höherer Gesellschaftskreise“ unterrichtet. Gelehrt wurde Schneidern und Nähen sowie die „feine und bürgerliche Küche, Backen, Tranchieren und Servieren, die Behandlung der Wäsche und das Plätten, vorteilhaftes Einkaufen und sämtliche zur Wirtschaftsführung gehörige Arbeiten.“

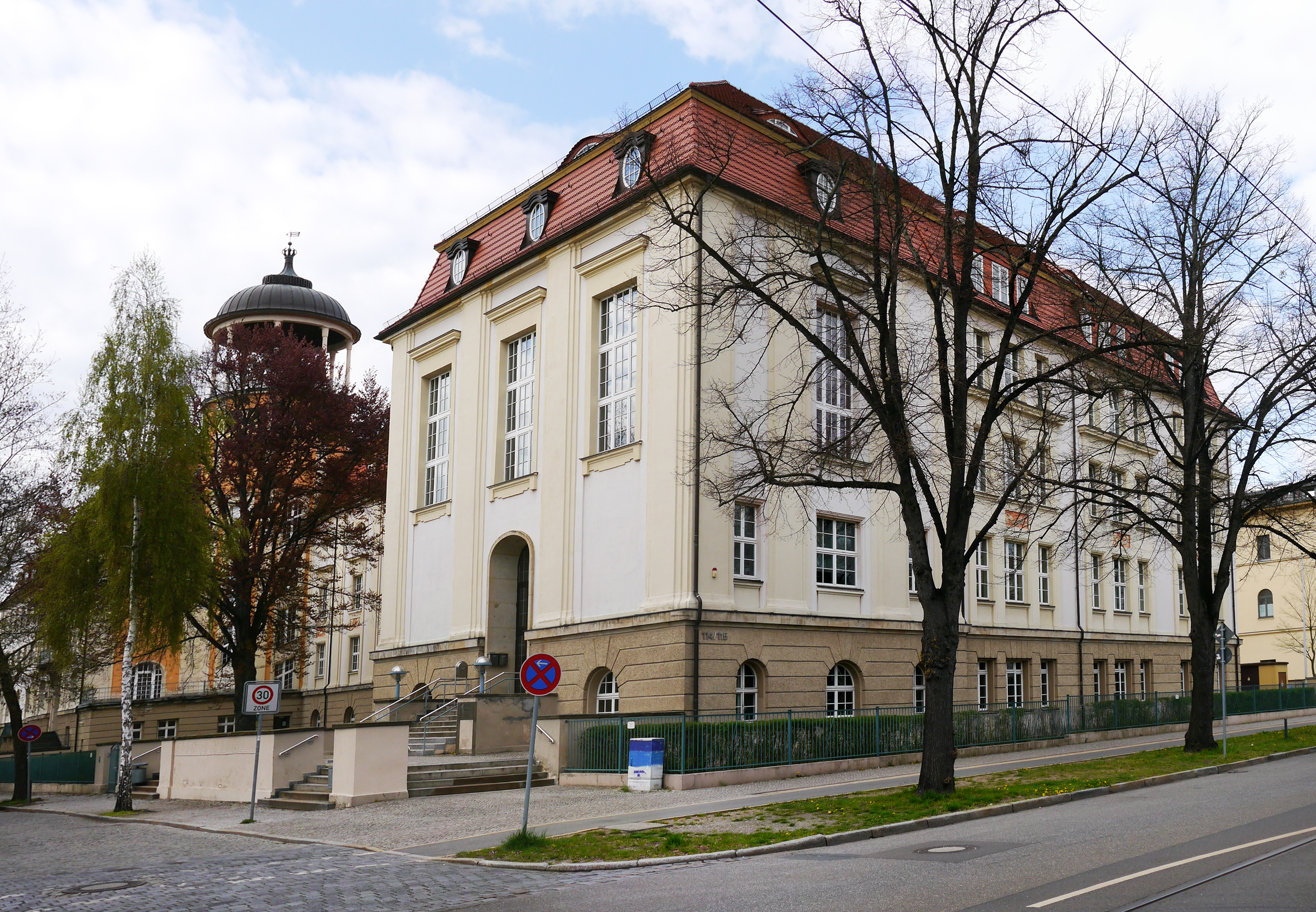
Schulgebäude von 1908, Berliner Straße 114/115, Potsdam.

1894 erfolgte die Umbenennung in Frauengewerbe-, Haushaltungs- und Kochschule nebst Töchterpensionat und Verlegung der Schule nach Potsdam in die Spandauer Straße 35 (heutige Friedrich-Ebert-Straße zwischen Nauener Tor und Alleestraße). Gemeinsam mit ihren Kolleginnen und Kollegen erarbeitete sie Grundlagen für eine einheitliche Ausbildung von Gewerbelehrerinnen und betrieb die staatliche Anerkennung ihrer Privatschule. Auf Erlass des preußischen Ministers für Handel und Gewerbe Theodor Adolf von Möller wurde die Schule am 1. April 1904 als dritte preußische Handels- und Gewerbeschule für Mädchen mit Lehrerinnenbildungsanstalt schließlich verstaatlicht und Johanna Just Königliche Gewerbeschul-Vorsteherin der Königlichen Handels und Gewerbeschule für Mädchen zu Potsdam. In den folgenden Jahren entwickelte sich die Schule unter ihrer Leitung zu einer über die Grenzen Preußens hinaus bedeutsamen Ausbildungseinrichtung für junge Frauen und Mädchen. Diesen wurde erstmals ein moderner Unterricht geboten, der Betriebsbesichtigungen, Praktika und auch sportliche Betätigung einschloss. 1908 erhielt die Schule ein neues Schulgebäude in der Neuen Königstraße 90/91 (heute Berliner Straße 114/115), welches im Beisein von Kaiserin Viktoria eingeweiht wurde.
In den folgenden Jahren gründete Johanna Just den „Potsdamer Hauswirtschaftsverband“ und den „Bund Hirschgarten-Potsdam“, um die ehemaligen Schülerinnen sowie Lehrerinnen und Lehrer fachlich zu vernetzen. Darüber hinaus suchte sie den Austausch mit ähnlichen Schulen wie den „Fachschulen für das weibliche Geschlecht“ in Hamburg oder der Ostpreußischen Mädchengewerbeschule in Königsberg. Nach der Abdankung des Kaisers Ende 1918 wurde die Anstalt in Staatliche Handels- und Gewerbeschule für Mädchen zu Potsdam umbenannt.
Bis September 1926 blieb sie Direktorin der Schule. Zum 1. Oktober 1926 übergab sie die Leitung an ihre Nachfolgerin Elisabeth Batsche und trat in den Ruhestand. Nach längerer schwerer Krankheit starb sie 1929 nur wenige Tage vor dem 25-jährigen Jubiläum ihrer Schule. Sie wurde auf dem Bornstedter Friedhof in Potsdam beigesetzt.

## Ehrungen

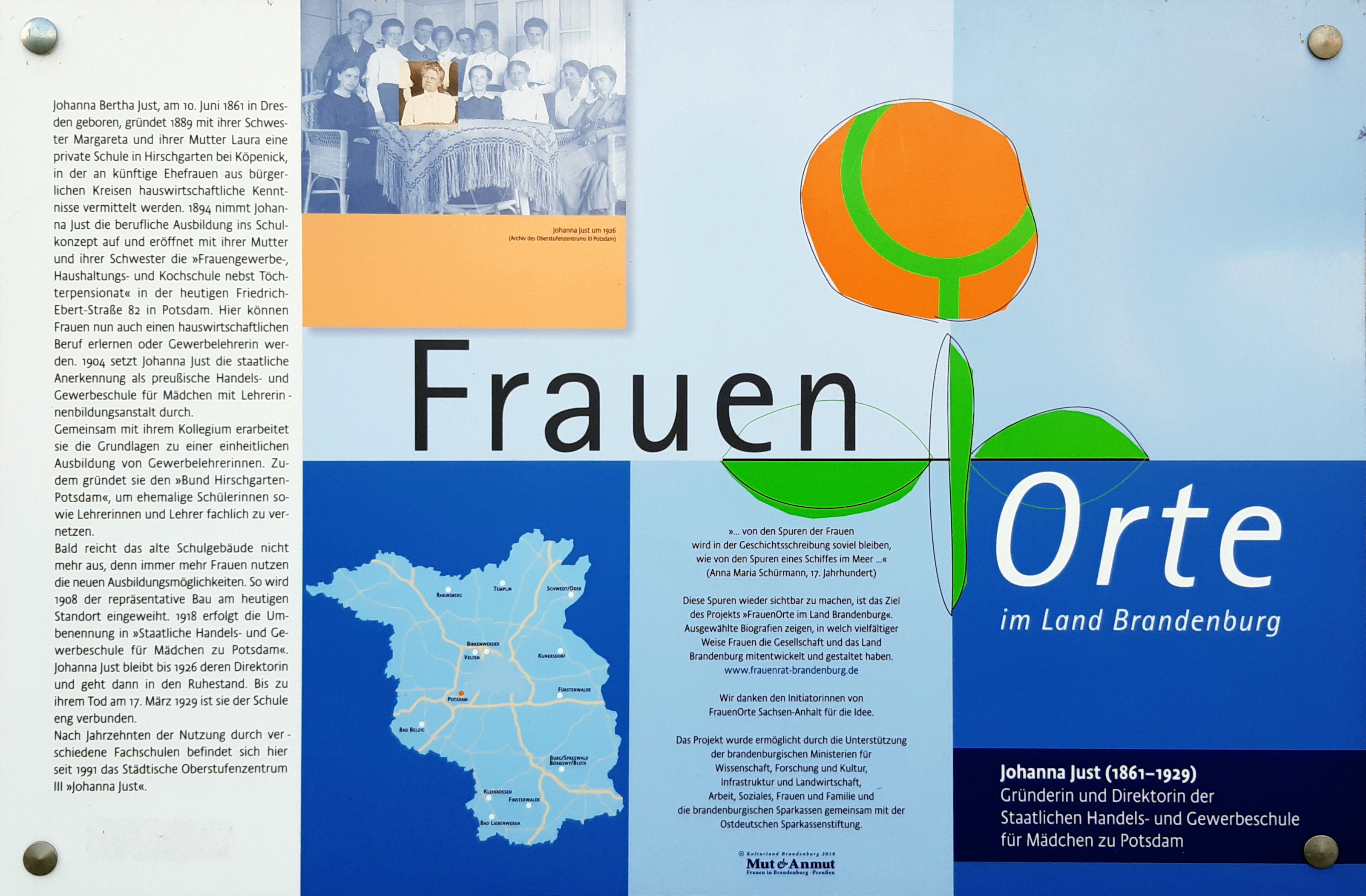
Gedenktafel „Frauenorte im Land Brandenburg - Johanna Just“

Das „Oberstufenzentrum III – Ernährung/Hauswirtschaft, Gesundheit/Soziales“ in Potsdam steht in ununterbrochener Tradition der von ihr gegründeten Haushaltsschule und trägt seit 1999 den Namen Oberstufenzentrum „Johanna Just“ Potsdam. Seit 2011 befindet sich am Eingang der Schule eine Tafel des Projektes FrauenOrte im Land Brandenburg.
Im Potsdamer Neubaugebiet Kirchsteigfeld wurde 1994 die Johanna-Just-Straße nach ihr benannt.